# August Underground’s Penance
August Underground’s Penance – trzecia i ostatnia część serii brutalnych filmów pseudo snuff. Została wydana w 2007 roku. Jej poprzednik to August Underground’s Mordum, pochodzący z 2003 roku.

## Fabuła
Trzecia część szokującej trylogii Freda Vogla rozpoczyna się w momencie gdy jeden z psychopatycznych bohaterów poprzednich filmów mocuje się ze swoją kolejną, już martwą, ofiarą. Ten tajemniczy początek znajduje wyjaśnienie w dalszej części filmu, którego fabuła krąży wokół jednej z kaset na której bohaterowie serii zarejestrowali swe wynaturzone ekscesy.